# حمید ندیمی
حمید ندیمی طراح گرافیک، معمار، مترجم و مدرس دانشگاه اهل ایران است. او دانشیار دانشکده معماری و شهرسازی دانشگاه شهید بهشتی است. برجسته‌ترین کار او طراحی نشان رسمی جمهوری اسلامی ایران و پرچم کنونی ایران است. او دارای مدرک دکترای معماری است.

## کارهای گرافیکی

نشان رسمی جمهوری اسلامی ایران

حمید ندیمی به جز طراحی نشان رسمی و پرچم جمهوری اسلامی ایران، نمادهای خبرگزاری جمهوری اسلامی ایران (ایرنا)، دفتر همکاری حوزه و دانشگاه، نماد پیشین سازمان سنجش آموزش کشور، دانشگاه زنجان، مرکز توسعه صادرات، انجمن اولیا و مربیان و مؤسسه عالی پژوهش در برنامه‌ریزی و توسعه را هم طراحی کرده‌است.